# Assziniboinok
Ez a szócikk a népről szól, más jelentéseit lásd: Assziniboin (egyértelműsítő lap)
Az assziniboinok (odzsibvéül Asiniibwaan, kríül Asinîpwât) amerikai indián törzs, akik eredetileg az észak-amerikai Nagy Alföld északi részében, az Amerikai Egyesült Államokban és főképp Kanada Saskatchewan tartományának területén éltek. Laktak Albertában, Manitoba délnyugati részében, Montana északi részében és Észak-Dakota nyugati területein is.
Elterjedten ismert indián törzs volt a 18. század végén és a 19. század elején. Több 19. századi művész, például Karl Bodmer és George Catlin is lefestette az assziniboinokat.
Életmódban, nyelvben és kultúrában sok hasonlóságot mutatnak a lakota sziúkkal. A nakota sziúk nakoda alcsoportjához tartozónak tartják őket, akiknek ősei a 16. században szakadhattak el a nakotáktól. Szorosan köthetők az albertai nakodákhoz.

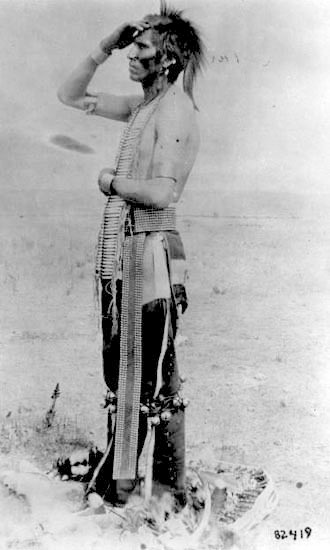
Assziniboin férfi Montanában, 1890 vagy 1891.

A krík szoros szövetségesei és kereskedelmi partnerei voltak, velük együtt indultak háborúkba az atszinák és később a feketelábúak ellen.